# Kőrös Endre (költő)
Kőrös Endre, 1888-ig Neumann (Nagyvárad, 1872. június 10. – Pápa, 1944. május 31.) író, költő, műfordító, tanár. Sógora Zalai Béla volt. Kőrös Endre kémikus nagyapja.

## Élete
Neumann József polgári iskolai tanár és Baschó Paula fia. 1894-ben bölcsészdoktori, két évvel később tanári oklevelet szerzett a Budapesti Egyetemen. 1896-tól a Pápai Református Gimnáziumban tanított, 1901-től a Református Nőnevelő Intézet tanára, majd 1909-től 1934-es nyugdíjba vonulásáig igazgatója volt. Tanári hivatása mellett a helyi kulturális életben is tevékeny szerepet vállalt: 1897-ben a Jókai Kör főtitkárává választották, szerkesztette a Kör megszüntetése (1944) előtti utolsó kilenc évkönyvét, emellett 1903-tól az általa alapított Pápai Hírlap felelős szerkesztője, majd 1913 áprilisa és 1939 októbere között főszerkesztője volt.

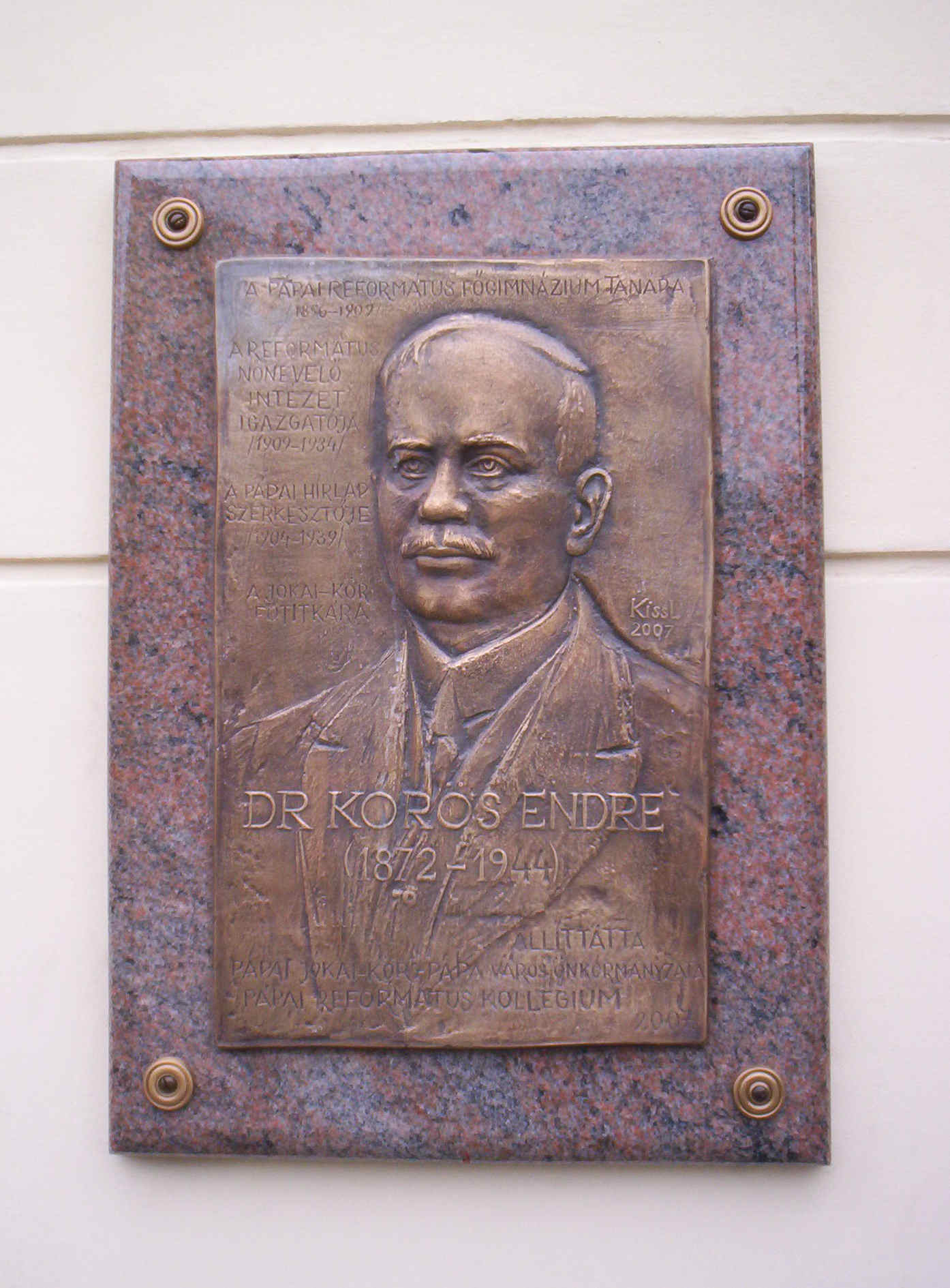
Kőrös Endre 2007. október 25-én felavatott emléktáblája a Nátus falán

Zsidó származása miatt 1944-ben − bár évtizedekkel korábban áttért a református hitre − az egyházi vezetők közbenjárása ellenére is be kellett volna vonulnia a gettóba. Erre nem volt hajlandó, május 31-én feleségével együtt öngyilkosságot követett el. Temetésük után érkezett meg az engedély, amely mentesítette volna őket a gettóba vonulás alól. Sírjuk az Alsóvárosi temetőben található.

## Családja
Felesége Zalai Paula, Zalai Márk és Bassó Paula lánya, akit 1897. július 24-én Debrecenben vett nőül.
Gyermekei
- Kőrös Emil. Felesége Major Lídia.
- Kőrös Béla (Pápa, 1901 – Veszprém, 1963)[6] kohómérnök, a műszaki tudományok kandidátusa (1952). Felesége Höllrieger Erna.
- Kőrös Klára (Pápa, 1902 –  ?). Férje dr. Gurka Márton hírlapíró.
- Kőrös Ilona (Pápa, 1904 – ?) polgári iskolai tanárnő. Férje Matusek György műkertész, földbirtokos.

## Munkássága
- A nóta története (verses elbeszélés, Pápa, 1909)
- Kocsi Csergő Bálint (verses elbeszélés, Pápa, 1910)
- Petőfi és a magyar nemzet (Pápa, 1923)
- Jókai nemzeti jelentősége (Pápa, 1925)
- Öreg legények (versek, Pápa, 1934).

Költői és irodalomtörténeti munkássága mellett sokat fordított németből, többek között Friedrich Schiller balladáit és a Kudrun-eposzt.